# Station d'écologie forestière de Fontainebleau
La station d'écologie forestière de Fontainebleau est une annexe de l'université Paris-Cité située dans la forêt de Fontainebleau, à la limite des communes de Fontainebleau et d'Avon, dans le département de Seine-et-Marne.

## Implantation
Il s'agit d'un ensemble de cinq bâtiments situés route de la Tour-Denecourt. Édifiée par le botaniste Gaston Bonnier en 1889, la station regroupe 1 243 m² de locaux entourés par un parc boisé de 3,5 ha de zones forestières, de pelouses, de pépinières ainsi que de différents massifs. Elle est ainsi gérée par le Laboratoire de biologie végétale et d'écologie forestière.